# Vent'anni al 2000
Vent'anni al 2000 è un programma televisivo di interviste ideato, curato e condotto da Alberto Sinigaglia e trasmesso da RAI Retetre nella fascia serale, in onda ogni mercoledì, alle 19.35, dall'8 aprile del 1981, per tredici appuntamenti.

## Il programma
A partire dall'aprile del 1981 — ogni mercoledì sulla rete 3 della RAI, il primo talk show della terza rete, realizzato dalla sede regionale del Piemonte — andò in onda la trasmissione Vent'anni al 2000 che ebbe la regia di Bruno Gambarotta e fu curata da Alberto Sinigaglia.
La struttura della trasmissione era piuttosto minimalista: programma "parlato", per appena mezz'ora, davanti alle telecamere, appaiono l'intervistato e l'intervistatore, senza nessun filmato, senza nessun'altro supporto. L'intervistatore (il giornalista Sinigaglia) fa brevi domande a noti scrittori, filosofi, psicologi, religiosi, economisti e scienziati. L'intervistato-protagonista non è incalzato dalla fretta, ha modo di rispondere con calma; su di lui si concentra l'obiettivo, registrando l'emotività e il carattere umano; escono fuori problemi universali, nonostante lo spazio a disposizione sia ridotto, con parecchi riferimenti all'attualità.
Una formula per certi aspetti più radiofonica che televisiva, puntando sulla voce e sul tema affrontato, coinvolgenti per i telespettatori, anche vista l'importanza e l'autorevolezza del protagonista interpellato.
Fin dal titolo si evince che fu un programma che si proponeva di gettare uno sguardo sull'ultimo scorcio del secondo millennio, attraverso parole, pensieri, sensibilità, previsioni di personalità italiane di primo piano nel campo non soltanto filosofico-scientifico, ma anche in quello sociale, religioso e artistico. Se tanta letteratura ha raccontato come allo scadere dell'altro millennio regnò il terrore e il disorientamento, poiché si era diffusa la convinzione che con l'anno Mille il mondo si sarebbe dissolto – molte popolazioni pare passarono le notti all'addiaccio, cercando di cogliere nel cielo i segni della catastrofe imminente, della fine del mondo –, cosa sarebbe accaduto con il nuovo millennio? Quali saranno le prospettive dell'umanità?
Il primo appuntamento iniziò con l'intervista al filosofo Norberto Bobbio.
Il 15 aprile 1981 si parlò di psicoanalisi con Cesare Musatti a ottantatre anni, ma anche di guerre (« inevitabile una prossima guerra, forse non mondiale »), di ospedali psichiatrici, di rivoluzione femminile, di crollo del matrimonio, di crisi familiare. Il cardinale Pellegrino confermò di essere uomo che affronta senza reticenze e controcorrente i problemi religiosi. Luigi Firpo prospettò il futuro della scuola, degli indirizzi universitari, della cultura umanistica e della cultura tecnologica (« La nostra è una scuola ferma a cent'anni or sono e fa una grande fatica ad aggiornarsi »).
Nella quinta puntata Argan, già sindaco di Roma, si occuperà de «La città e le arti» (« L'unica speranza di una trasformazione positiva dell'istituto urbano è legata a questa enorme sorgente, a questo enorme deposito storico di forze che è rappresentato dalle donne »).
« Esisterà ancora la poesia nel 2000? » chiederà Sinigaglia a Zanzotto: il poeta trevigiano rispose con "una riflessione sul linguaggio come connettore dei gerghi dei vari saperi".
Incalzata da Sinigaglia, Serena Foglia, studiosa di astrologia e scrittrice risponderà fra l'altro alle seguenti domande. « Perchè agli astrologi chiedono in genere previsioni sulle catastrofi? Dopo il terrore dell'anno 1000 è giustificata la nostra paura per il terzo millennio? Si possono prevedere precisi punti di crisi? »

## Edizioni
| Edizione | Intervistato/a               | Data Puntata   | Conduttore         |
| -------- | ---------------------------- | -------------- | ------------------ |
| 1ª       | 1 - Norberto Bobbio          | 8 aprile 1981  | Alberto Sinigaglia |
| 1ª       | 2 - Cesare Musatti           | 15 aprile 1981 | Alberto Sinigaglia |
| 1ª       | 3 - Card. Michele Pellegrino | 22 aprile 1981 | Alberto Sinigaglia |
| 1ª       | 4 - Luigi Firpo              | 29 aprile 1981 | Alberto Sinigaglia |
| 1ª       | 5 - Giulio Carlo Argan       | 6 maggio 1981  | Alberto Sinigaglia |
| 1ª       | 6 - Alberto Arbasino         | 13 maggio 1981 | Alberto Sinigaglia |
| 1ª       | 7 - Aurelio Peccei           | 20 maggio 1981 | Alberto Sinigaglia |
| 1ª       | 8 - Italo Calvino            | 27 maggio 1981 | Alberto Sinigaglia |
| 1ª       | 9 - Rita Levi-Montalcini     | 3 giugno 1981  | Alberto Sinigaglia |
| 1ª       | 10 - Umberto Eco             | 10 giugno 1981 | Alberto Sinigaglia |
| 1ª       | 11 - Serena Foglia           | 17 giugno 1981 | Alberto Sinigaglia |
| 1ª       | 12 - Siro Lombardini         | 24 giugno 1981 | Alberto Sinigaglia |
| 1ª       | 13 - Andrea Zanzotto         | ? 1981 ?       | Alberto Sinigaglia |

## La sigla
Nella vasta produzione di musica strumentale di Antonio Vivaldi, depositata nel Fondo Giordano della Biblioteca Nazionale di Torino, è compresa anche l'esigua raccolta di Concerti per "flautino" (ottavino o flauto diritto sopranino), archi e basso continuo, tra cui vi è il concerto in do maggiore F. VI n. 4 (RV 443), accanto alla raccolta dei Concerti per flauto traverso dell'op. VI.
La registrazione scelta è quella di Hans-Martin Linde (1927-2004), noto flautista tedesco ed esperto studioso di musica barocca e antica, che pubblicò una puntuale versione del Flautino Concerto in C, R. 443: II. Largo.

## Frasi celebri
Tra le frasi più famose dello scrittore Italo Calvino, egli profetizza nella sua intervista al programma televisivo « tre chiavi, tre talismani per il 2000 »:
(Italo Calvino, sintesi-estratto dell'intervista, "Vent'anni al Duemila", puntata del 27 maggio 1981, su rai.it)

## Curiosità
Le interviste furono raccolte per stralci poi in volume nel 1982.
Parte delle interviste sono confluite in edizioni più recenti (anni '90) del programma tv Gli scrittori raccontano (quando per sigla aveva il brano Druid's Circle di John Surman, tratto da A Biography of the Rev. Absalom Dawe, 1994), come nel caso di Italo Calvino, replicato anche poco dopo la morte dello scrittore.
Dal 28 ottobre 1981 sul terzo canale RAI, con il medesimo titolo, fu trasmesso un programma che si interessò in particolare del Mezzogiorno italiano e delle complessità del Suditalia (Il Sud - Quale avvenire avrà il nostro Mezzogiorno? Rispondono studiosi e politici). A condurre in studio le otto puntate sul Sud fu Giovanni Cervigni, la regia fu di Valerio Nataletti; il programma fu prodotto dalla Sede regionale RAI per la Calabria.